# Primera División 1959 (Uruguay)
Het seizoen 1959 van de Primera División was het 55e seizoen van de hoogste Uruguayaanse voetbalcompetitie. Het seizoen liep van augustus 1959 tot 20 maart 1960.

## Teams
Er namen tien ploegen deel aan de Primera División tijdens het seizoen 1959. Negen ploegen wisten zich vorig seizoen te handhaven en één ploeg promoveerde vanuit de Primera B: Racing Club de Montevideo kwam in de plaats van het gedegradeerde CA Fénix.
| Club                      | Stad       | Stadion                             | Vorig seizoen |
| ------------------------- | ---------- | ----------------------------------- | ------------- |
| CA Cerro                  | Montevideo | Parque Demetrio Arana               | 8e            |
| Danubio FC                | Montevideo | Estadio Jardines del Hipódromo      | 9e            |
| CA Defensor               | Montevideo | Parque Rodó                         | 7e            |
| Liverpool FC              | Montevideo | Estadio Belvedere                   | 6e            |
| Montevideo Wanderers FC   | Montevideo | Estadio Parque Alfredo Víctor Viera | 5e            |
| Club Nacional de Football | Montevideo | Estadio Centenario                  | 2e            |
| CA Peñarol                | Montevideo | Estadio Centenario                  | 1e            |
| Racing Club de Montevideo | Montevideo | Estadio Parque Osvaldo Roberto      | 1e (1ª B)     |
| Rampla Juniors FC         | Montevideo | Parque Nelson                       | 3e            |
| IA Sud América            | Montevideo | Estadio Parque Carlos Ángel Fossa   | 4e            |

## Competitie-opzet
Alle clubs speelden tweemaal tegen elkaar. De ploeg met de meeste punten werd kampioen. De ploeg die laatste werd degradeerde naar de Primera B.

### Kwalificatie voor internationale toernooien
In 1960 werd de Copa de Campeones de América georganiseerd tussen de landskampioenen van Zuid-Amerika. Het was de eerste editie van dit toernooi, dat vanaf 1965 de naam Copa Libertadores. zou krijgen. De winnaar van de Primera División zou zich kwalificeren voor dit toernooi.

### Torneo Competencia en Torneo de Honor
Voorafgaand aan het seizoen werd het Torneo Competencia gespeeld tussen de ploegen in de Primera División. Dit toernooi werd gewonnen door Club Nacional de Football. Ook werd er gestreden om het Torneo de Honor. Deze prijs werd uitgereikt aan de ploeg die het beste presteerde in het Torneo Competencia en in de eerste seizoenshelft van de Primera División.

### Eerste seizoenshelft
Titelverdediger CA Peñarol was de enige ploeg die de competitie met twee overwinningen begon. In de vierde speelronde verloren ze door een verliespartij tegen CA Cerro echter de koppositie aan Club Nacional de Football, dat de competitie was begonnen met een gelijkspel tegen CA Defensor. Een week later deelde Nacional ook de punten tegen IA Sud América en dat gaf Peñarol weer de kans om op gelijke hoogte te komen.
Nadat beide koplopers nog tweemaal wonnen speelden ze op 27 september voor het eerst tegen elkaar. Peñarol bracht Nacional hun eerste nederlaag van het seizoen toe (2–0) en was daardoor weer de onbetwiste koploper. In de laatste wedstrijd van de heenronde versloeg Peñarol ook promovendus Racing Club de Montevideo en daardoor stonden ze halverwege de competitie aan de leiding. De voorsprong op Nacional was twee punten. Omdat Nacional het Torneo Competencia had gewonnen met twee punten voorsprong op Peñarol eindigden beide clubs gelijk in de stand van het Torneo de Honor. Dit toernooi eindigde daardoor onbeslist.
Na Peñarol (16 punten) en Nacional (14) stond Cerro halverwege de competitie op de derde plaats met 11 punten. Ze hadden een punt voorsprong op Racing en Rampla Juniors FC. Onderaan deelden Danubio FC, Liverpool FC en Sud América de rode lantaarn: deze ploegen hadden allemaal nog maar 4 punten behaald.

### Tweede seizoenshelft
De tweede seizoenshelft begon voor Nacional met een nederlaag tegen Defensor. Koploper Peñarol won van Danubio en verdubbelde zo hun marge. Onderaan het klassement deed Sud América goede zaken door twee wedstrijden op rij te winnen, waardoor ze uit de gevarenzone raakten. In de twaalfde speelronde verloren ze echter van Peñarol, dat nog eens twee punten uitliep, omdat Nacional verloor van Liverpool.
Met nog zes wedstrijden te gaan had Peñarol een voorsprong van zes punten op zowel Nacional als Cerro. Deze marge slonk de daaropvolgende weken echter, doordat ze verloren van Cerro, gelijkspeelden tegen Liverpool en verloren van Montevideo Wanderers. Nacional behaalde in die speelrondes wel drie overwinningen (waaronder tegen Cerro) waardoor het verschil tussen beide concurrenten nog maar een enkel punt was. Onderaan het klassement had Danubio de slechtste papieren: ze hadden drie punten minder dan Sud América en vier punten minder dan Liverpool.
In de zestiende speelronde leed Nacional weer eens puntverlies: tegen hekkensluiter Danubio kwamen ze niet verder dan 1–1. Hierdoor liep Peñarol weer een punt uit in het klassement. De degradatiestrijd voor Danubio werd echter niet gemakkelijker: omdat Sud América won van Rampla Juniors bleef de achterstand op de nummer negen (dat was nu Liverpool) drie punten.
Met nog twee speelrondes te gaan was Peñarol (24 punten) koploper. Deze twee wedstrijden waren echter tegen de nummers twee en drie, Nacional (22 punten) en Racing Club de Montevideo (20 punten). Op 22 november kon de beslissing vallen in de titelstrijd indien Peñarol zou winnen van Nacional, maar het was Nacional dat dankzij een doelpunt van Walter Gómez won met het kleinste verschil en daardoor beide clubs op gelijke hoogte bracht. Ook Racing bleef in het spoor van de koplopers door van Defensor te winnen.
In de laatste speelronde won Nacional met 2–1 van Rampla Juniors. Hierdoor kon Racing geen kampioen meer worden, maar als ze een resultaat zouden behalen tegen Peñarol, dan zou dit Nacional de titel opleveren. Dat gebeurde echter niet: Peñarol won met 2–0 van Peñarol en daardoor bleven ze gelijk in punten met Nacional. Daardoor zou er een beslissingswedstrijd volgen om de titel. Dit was voor het laatst zeven seizoenen geleden gebeurd. Racing moest uiteindelijk genoegen nemen met de derde plaats. Dat is tot op heden (2024) wel nog altijd hun beste eindklassering.

### Eindstand
|     | Club                      | Sp. | W  | G | V  | Pnt. | DV | DT | DS  |
| --- | ------------------------- | --- | -- | - | -- | ---- | -- | -- | --- |
| 1.  | Club Nacional de Football | 18  | 11 | 4 | 3  | 26   | 33 | 14 | +19 |
| 2.  | CA Peñarol                | 18  | 12 | 2 | 4  | 26   | 35 | 20 | +15 |
| 3.  | Racing Club de Montevideo | 18  | 10 | 2 | 6  | 22   | 29 | 25 | +4  |
| 4.  | CA Cerro                  | 18  | 8  | 3 | 7  | 19   | 31 | 32 | –1  |
| 5.  | Montevideo Wanderers FC   | 18  | 8  | 2 | 8  | 18   | 32 | 39 | –7  |
| 6.  | CA Defensor               | 18  | 6  | 4 | 8  | 16   | 34 | 35 | –1  |
| 7.  | Rampla Juniors FC         | 18  | 5  | 5 | 8  | 15   | 26 | 26 | 0   |
| 8.  | IA Sud América            | 18  | 6  | 2 | 10 | 14   | 22 | 30 | –8  |
| 9.  | Liverpool FC              | 18  | 6  | 2 | 10 | 14   | 24 | 32 | –8  |
| 10. | Danubio FC                | 18  | 3  | 4 | 11 | 10   | 19 | 32 | –13 |

### Legenda
| Kleur | Kwalificatie voor                                                     |
| ----- | --------------------------------------------------------------------- |
|       | Beslissingswedstrijd om titel en om Copa de Campeones de América 1960 |
|       | Degradatie naar Primera B 1960                                        |

### Beslissingswedstrijd
Voor de vijfde keer sinds het profvoetbal werd ingevoerd in Uruguay (vanaf 1932) was er een beslissingswedstrijd om de landstitel nodig. Net als de vorige vier keren ging het tussen Nacional en Peñarol. De wedstrijd werd pas in 1960 gespeeld vanwege de deelname van de nationale ploeg aan het Zuid-Amerikaans kampioenschap in december. De Uruguayaanse ploeg (waarin geen enkele speler van Peñarol zat) won dit kampioenschap overigens.
De beslissingswedstrijd vond uiteindelijk plaats op 20 maart 1960. Er was controverse door de deelname van Peñarol-spelers Alberto Spencer en Carlos Linazza: beide spelers stonden nog maar kort onder contract bij Peñarol en hadden niet meegespeeld in het reguliere seizoen. Nacional was van mening dat zij niet mee mochten spelen, omdat de wedstrijd besliste over het kampioenschap van 1959. Peñarol kreeg echter gelijk en Spencer en Linazza mochten meedoen.
De wedstrijd zelf bleef lang doelpuntloos, totdat Luis Cubilla in de 78e minuut de score opende namens Peñarol. Het vieren van dit doelpunt resulteerde echter in een massale vechtpartij. De scheidsrechter stuurde vervolgens acht spelers van het veld (vier van elke ploeg) en de wedstrijd werd hervat met zeven tegen zeven. Drie minuten voor het einde kreeg Peñarol een strafschop die werd gescoord door Linazza. In de resterende minuten bleef het 2–0. Hierdoor kroonde Peñarol zich tot Uruguayaans kampioen. Het was voor de Aurinegros de 22e landstitel. Hierdoor mochten ze ook meedoen aan de Copa de Campeones de América 1960.
|               |                           |                               |            |                                                                                          |
| 20 maart 1960 | Club Nacional de Football | 0 - 2                         | CA Peñarol | Estadio Centenario, Montevideo Toeschouwers: 67.446 Scheidsrechter: Pablo Vaga (Uruguay) |
| 20 maart 1960 |                           | 78' Cubilla 87' (pen) Linazza |            | Estadio Centenario, Montevideo Toeschouwers: 67.446 Scheidsrechter: Pablo Vaga (Uruguay) |

| Winnaar Primera División 1959 |
| ----------------------------- |
| CA Peñarol 22e titel          |

#### Topscorers
Víctor Guaglianone van Montevideo Wanderers FC werd topscorer van de competitie met dertien treffers.
| №  | Speler             | Club                    | Goals |
| -- | ------------------ | ----------------------- | ----- |
| 1. | Víctor Guaglianone | Montevideo Wanderers FC | 13    |

1900 · 1901 · 1902 · 1903 · 1904 · 1905 · 1906 · 1907 · 1908 · 1909 · 1910 · 1911 · 1912 · 1913 · 1914 · 1915 · 1916 · 1917 · 1918 · 1919 · 1920 · 1921 · 1922 · 1923 · 1924 · 1925 · 1926 · 1927 · 1928 · 1929 · 1930 · 1931 · 1932 · 1933 · 1934 · 1935 · 1936 · 1937 · 1938 · 1939 · 1940 · 1941 · 1942 · 1943 · 1944 · 1945 · 1946 · 1947 · 1948 · 1949 · 1950 · 1951 · 1952 · 1953 · 1954 · 1955 · 1956 · 1957 · 1958 · 1959 · 1960 · 1961 · 1962 · 1963 · 1964 · 1965 · 1966 · 1967 · 1968 · 1969 · 1970 · 1971 · 1972 · 1973 · 1974 · 1975 · 1976 · 1977 · 1978 · 1979 · 1980 · 1981 · 1982 · 1983 · 1984 · 1985 · 1986 · 1987 · 1988 · 1989 · 1990 · 1991 · 1992 · 1993 · 1994 · 1995 · 1996 · 1997 · 1998 · 1999 · 2000 · 2001 · 2002 · 2003 ·  2004 · 2005 · 2005/06 · 2006/07 · 2007/08 · 2008/09 · 2009/10 · 2010/11 ·  2011/12 · 2012/13 · 2013/14 · 2014/15 · 2015/16 · 2016 · 2017 · 2018 · 2019 · 2020 · 2021 · 2022 · 2023